# Cinnamomum sulavesianum
Cinnamomum sulavesianum är en lagerväxtart som beskrevs av André Joseph Guillaume Henri Kostermans. Cinnamomum sulavesianum ingår i släktet Cinnamomum och familjen lagerväxter. Inga underarter finns listade i Catalogue of Life.